# Église Sainte-Marie-Madeleine de Saint-Sorlin-en-Bugey
Pour les articles homonymes, voir Église Sainte-Marie-Madeleine.
L'église Sainte-Marie-Madeleine est une église située en France sur la commune de Saint-Sorlin-en-Bugey, dans le département de l'Ain en région Auvergne-Rhône-Alpes.
Elle fait l'objet d'une inscription au titre des monuments historiques depuis le 1er avril 1938.

## Présentation
L'église est située dans le département français de l'Ain, sur la commune de Saint-Sorlin-en-Bugey. L'édifice est inscrit au titre des monuments historiques en 1938.

## Histoire
L'église a été construite à l'époque romane. Initialement composée d'une seule chapelle, elle a été agrandie et reconstruite au fil des siècles dans un style gothique primitif.
Les chapelles latérales ont été ajoutées au XIVe siècle, suivie au XVe siècle d'une abside à chevet plat. La grande nef a pour sa part été achevée au XVIe siècle.
En 1862-1863, les murs de séparation des chapelles latérales ont été percées pour former des bas-côtés. La façade, avec pignon et clocheton de pierre, endommagée au cours de la Révolution française, a été rebâtie au cours des années 1869-1870.